# 徳川康久
徳川 康久（とくがわ やすひさ、1948年〈昭和23年〉6月13日 - ）は、日本の神職。靖国神社元宮司。
江戸幕府最後の征夷大将軍の徳川慶喜の曾孫。

## 経歴
日本銀行に務める徳川脩の長男として誕生。
学習院大学を卒業後は、石油会社にて勤務。
後に退職し、國學院大學にて、神道を学び、神職の資格を取得。
2013年に定年退任した、京極高晴の後を継ぎ、靖国神社の宮司に就任。康久の叔父の徳川熙は海軍少佐で、太平洋戦争で戦死している。2018年2月28日付で退任し、後任には伊勢神宮禰宜の小堀邦夫が就任している。
日本相撲協会の外部理事（2014年 - 2016年）、日本会議代表委員、神道政治連盟事務局長などを務めた。

## 系譜
- 曾祖父：徳川慶喜
- 祖父：徳川誠
- 父：徳川脩
- 伯父：徳川熙